# Per Brahes bordsäpple
Per Brahes bordsäpple är en äppelsort av okänt ursprung. Äpplets skal är tjockt och har mestadels en grön färg. Fruktköttet som är löst har en sötsyrlig smak. Per Brahes bordsäpple mognar omkring september/oktober och håller sig därefter i gott skick, endast under en kortare period. Äpplet är främst ett ätäpple. I Sverige odlas Per Brahes bordsäpple gynnsammast i  zon 1-3.